# فرد ك. نيلسن
فرد ك. نيلسن (بالإنجليزية: Fred K. Nielsen)‏ هو محامي ودبلوماسي أمريكي، ولد في 22 أبريل 1879 في سلاغيلس ‏ في الدنمارك، وتوفي في 12 يناير 1963.